# Andrea Montanino
Andrea Montanino (1968) è un economista e dirigente d'azienda italiano, Presidente del Consiglio di Amministrazione dell'Istituto Italiano di Tecnologia e Chief Economist di Cassa Depositi e Prestiti..
In precedenza ha ricoperto le cariche di Presidente del Fondo Italiano per gli Investimenti e Direttore Esecutivo del Fondo Monetario Internazionale (FMI), rappresentando i governi di Italia, Albania, Grecia, Malta, Portogallo e San Marino. Montanino viene insignito del più alto ordine della Repubblica Italiana: l'Ordine al Merito della Repubblica Italiana (2010).

## Biografia
Andrea Montanino si è laureato nel 1992 in Economia e Commercio presso l’Università di Roma La Sapienza. Ha conseguito un master presso la London School of Economics e un PhD in Economics presso l’Università La Sapienza.
Nel 2001 si è trasferito a Bruxelles, dove ha lavorato per quattro anni alla Commissione Europea presso la Direzione Generale Affari Economici e Finanziari.
Nel 2006 rientra in Italia per lavorare al Ministero delle Finanze. In qualità di Direttore Generale del Tesoro, ha costruito partnership nel settore privato, ha ricoperto la vicepresidenza in una banca di sviluppo e ha rappresentato il Tesoro nel consiglio di amministrazione di un fondo di private equity.
Dal 2012 al 2014 è stato Direttore Esecutivo e membro del Consiglio di Amministrazione del Fondo Monetario Internazionale, rappresentando i governi di Italia, Albania, Grecia, Malta, Portogallo e San Marino.
Nel 2014 Montanino è entrato a far parte dell'Atlantic Council, un think tank che si occupa di cooperazione tra Nord America ed Europa, per dirigere l'area Global Business and Economics Program.
Nel 2017 entra in Confindustria come Capo Economista e Direttore del Centro Studi.
Nel 2019 Montanino è diventato Chief Economist & Sector Strategy and Impact Director della banca italiana Cassa Depositi e Prestiti ed è stato nominato Presidente del Fondo di Investimento Italiano - Società italiana di gestione del risparmio.